# Ядигар-Мухаммед
Ядигар-Мухаммед (Ядегар, Ядкер-Мухаммад) (1522—1565) — 14-й казанський хан у 1552 році. В московських джерелах відомий як Єдигер.

## Життєпис
Походив з Астраханських Тука-Тимуридів, гілки Ахмата. Син Касима II, астраханського хана. 1532 року після повалення батька втік з Астрахані. Згодом брав участь у боротьбі за трон. У 1542 року вступає на службу до Івана IV, великого князя Московського.
Під час війни Москви з Казанським ханством 1550 року брав участь в поході московитів на Казань. Того ж року полишив Москву, перебравшись до Ногайської Орди.
Уже 1551 року деякі казанські мурзи планували запросити Ядигар-Мухаммед на трон, проте були викриті й страчені за наказом хана Шах-Алі. У 1552 році останнього повалили, до влади прийшла ногайська (антимосковська) партія на чолі з урядом Чапкин-беком. Той запросив до влади Ядигар-Мухаммеда. Негайно розпочав боротьбу проти московських завойовників на Волзькому правобережжі. Москва не визнала нової казанської влади й весною 1552 року розпочала підготовку до нового походу. Водночас Ядигар-Мухаммед звернувся до кримського хана Девлет Ґерая по допомогу. Кримська орда вдерлася до Тули.
Московське військо зуміло почати потужний наступ, взяло в облогу Казань, яку захопило в жовтні 1552 року. Ядигар-Мухаммед став одним з небагатьох серед інших мурз і беків, хто не був страчений. Казанське ханство ліквідували, а Іван IV прийняв титул казанський цар. Ханство приєднали з особливим статусом на кшталт віцекоролівства. Але невдовзі боротьбу казанців продовжив Алі-Акрам.
У січні 1553 року йому запропоновано хреститися. 26 лютого він хрестився з ім'ям Симеон Касаєвич. Того ж року одружився з донькою боярина Андрія Клеопіна-Кутузова, 1554 року отримав в уділ місто Звенигород.
Згодом брав участь у Лівонській війні, зокрема 1564 року в захопленні фортеці Озерищ. Помер 1565 року.